# Станица метроа Голдхок роуд
Голдхок роуд (енгл. Goldhawk Road tube station) је станица лондонског метроа у северном делу Хамерсмита, општина Хамерсмит и Фулам. Опслужује је Хамерсмит и Сити линија, и налази се у другој наплатној зони.
Иако је железничка линија пролазила локацијом данашње станице већ 1864. на овом месту она није постојала све до измештања некадашње Шепардс Буш станице на њену данашњу локацију, чиме се створила потреба за изградњом нове станице на траси тадашње Метрополитан железнице, која је отворена 1. априла 1914. Од тада није посебно реконструисана.
У употреби су два перона а кроз станицу годишње прође око 1,77 милиона људи. 
| Претходна станица | Линија метроа | Линија метроа    | Линија метроа | Следећа станица |
| ----------------- | ------------- | ---------------- | ------------- | --------------- |
| Хамерсмит         |               | Хамерсмит и Сити |               | Шепардс Буш     |